# Edward Jones Investments
Edward D. Jones & Co., L.P. (siden 1995 også Edward Jones Investments) er en amerikansk investeringsvirksomhed med hovedkvarter i St. Louis, Missouri. De servicerer investeringskunder i USA og Canada igennem et netværk med 15.000 filialer og 19.000 finansrådgivere. De har 8 mio. kunderelationer og aktiver under forvaltning for 1,8 billioner USD. Edward Jones blev etableret af Edward D. Jones i St. Louis i 1922.